# Abbigliamento giapponese
Esistono essenzialmente due tipi di abbigliamento giapponese: l'abbigliamento tradizionale (和服?, wafuku), come il kimono, e l'abbigliamento occidentale (洋服?, yōfuku). La cultura giapponese è stata profondamente influenzata dal resto del mondo durante tutta la storia e uno dei cambiamenti più notevoli è avvenuto appunto nell'abbigliamento.
Sebbene gli indumenti etnici tradizionali del Giappone siano ancora in uso, essi sono indossati principalmente per cerimonie ed eventi speciali, funerali, feste per il raggiungimento della maggiore età (seijin no hi) e festival. In anni più recenti, l'abbigliamento moderno di tipo occidentale si indossa ormai in tutte le occasioni della vita quotidiana. Tuttavia, sebbene l'occidentalizzazione dei costumi sia proseguita a grandi passi, il kimono continua a vivere nella cultura giapponese.

## Influenza orientale e occidentale

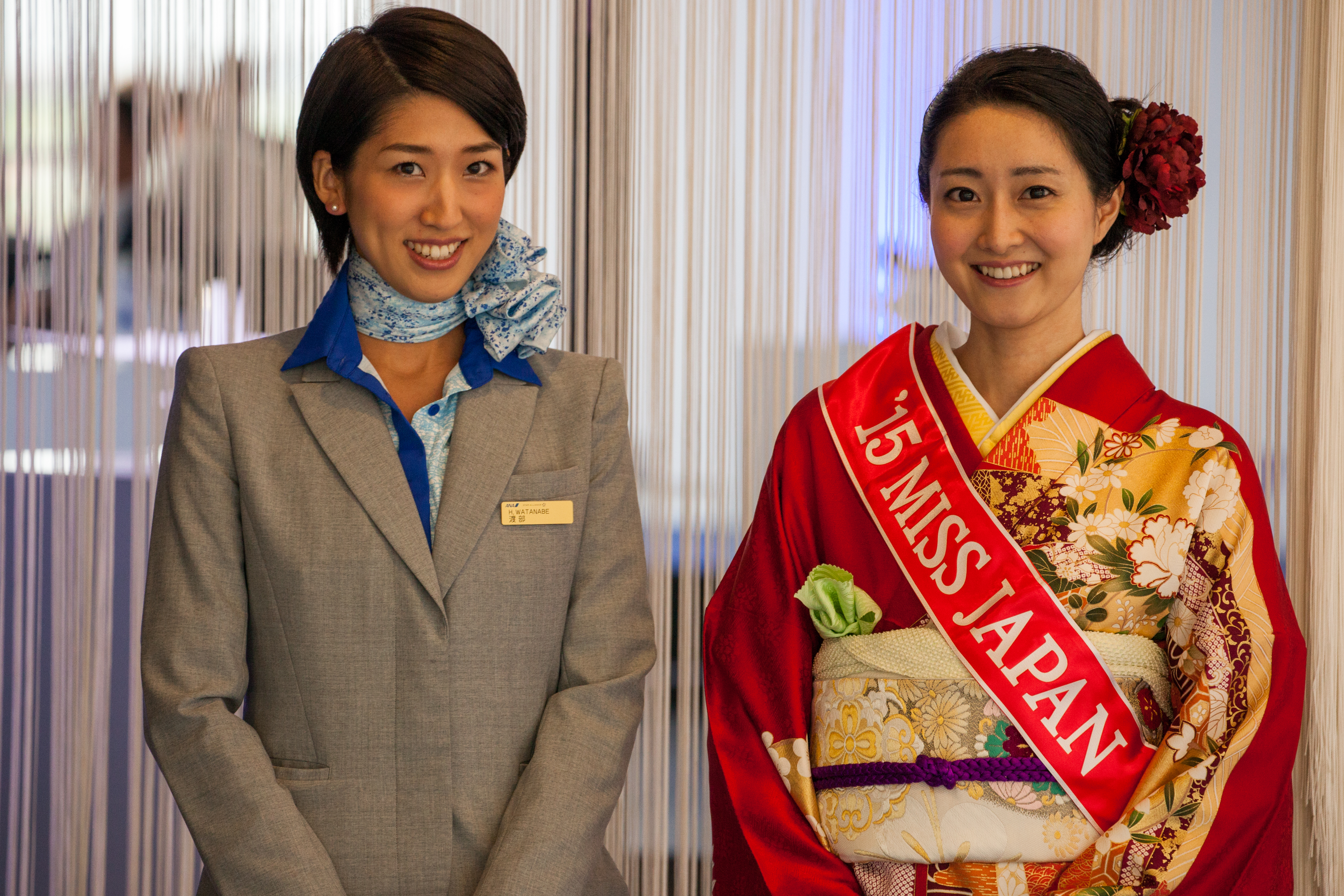
Un esempio di abbigliamento femminile giapponese moderno e tradizionale.

La storia moderna della moda giapponese potrebbe essere rappresentata come il processo di graduale occidentalizzazione degli indumenti giapponesi. Le industrie della lana e della lana pettinata furono completamente un prodotto del ristabilito contatto tra il Giappone e l'Occidente negli anni 1850 e 1860. Prima degli anni 1860, l'abbigliamento giapponese consisteva interamente di una grande varietà di kimono.
Essi apparvero per la prima volta nel periodo Jōmon (14.500 a.C.-300 a.C.), senza nessuna distinzione tra uomini e donne.
Dopo che il Giappone si aprì al commercio con il mondo esterno, iniziarono ad apparire nuove opzioni di abbigliamento. I primi giapponesi ad adottare l'abbigliamento occidentale furono gli ufficiali e gli uomini di alcune unità dell'esercito e della marina dello shōgun.
Verso gli anni 1850 questi uomini adottarono le uniformi di lana indossate dai marines inglesi di stanza a Yokohama. Produrle non fu facile: la stoffa dovette essere importata. Forse l'aspetto più significativo di questa prima adozione degli stili occidentali fu la sua origine pubblica. Per parecchio tempo, il settore pubblico rimase il principale campione della nuova foggia del vestire.
Lo stile si sviluppò solo da là, muovendosi da quello militare ad altri settori della vita sociale. Presto, cortigiani e burocrati furono sollecitati ad adottare l'abbigliamento occidentale, che si riteneva fosse più pratico.
Il Ministero dell'istruzione ordinò che uniformi studentesche di stile occidentale fossero indossati nei collegi e nelle università pubbliche. Uomini d'affari, insegnanti, medici, banchieri e altri leader della nuova società indossavano abiti occidentali al lavoro e nelle grandi funzioni sociali. Tuttavia, sebbene l'abito di stile occidentale stesse diventando più popolare nei luoghi di lavoro, nelle scuole e nelle strade, non era indossato da tutti.
A partire dalla prima guerra mondiale, l'abbigliamento occidentale si era diffuso nella maggior parte dei settori. Così, all'apertura del XX secolo, l'abito occidentale era un simbolo di dignità e di progresso sociale. Tuttavia, la grande maggioranza dei Giapponesi rimanevano fedeli ai loro costumi, in favore del più comodo kimono. L'abito occidentale fuori casa e l'abito giapponese in casa rimase la regola generale per lunghissimo tempo.
Un esempio di influenza orientale proveniente dal Giappone che si diffuse nel resto del mondo è evidente alla fine degli anni 1880. Una comune coperta di lana fu usata come scialle per le donne, e una coperta rossa fu mostrata su Vogue per l'abbigliamento invernale.
Fino agli anni 1930, la maggioranza dei giapponesi indossava il kimono, e gli indumenti occidentali erano ancora ristretti all'uso fuori casa da certe classi. I giapponesi tuttavia non hanno assorbito passivamente la moda occidentale proveniente dagli Stati Uniti d'America e dall'Europa, ma l'hanno reinterpretata e fatta propria. Nel complesso, è evidente durante tutta la storia che vi è stata più di un'influenza occidentale sulla cultura e sull'abbigliamento giapponesi. Tuttavia, il kimono tradizionale rimane una parte fondamentale del modo di vivere giapponese e lo resterà a lungo.

## Abbigliamento tradizionale

### Jinbei

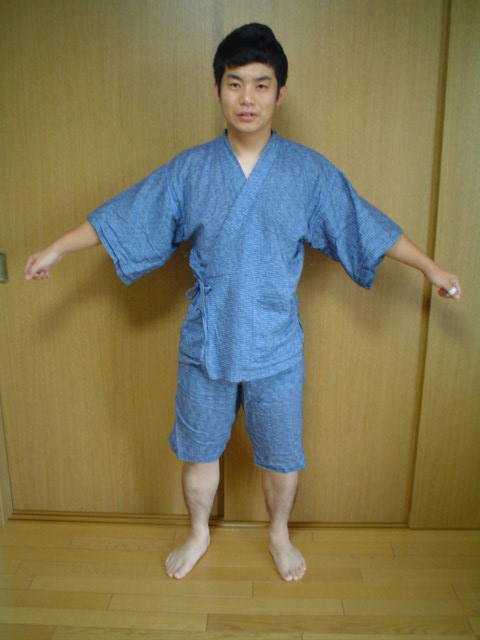
Giapponese con un jinbei

Il jinbei o jinbee (甚平? o 甚兵衛?) è un indumento tradizionale giapponese indossato dagli uomini e dai ragazzi durante l'estate. È composto da una sorta di giacca e da un paio di pantaloni abbinati.
Tradizionalmente il jinbei è fatto di canapa o cotone tinto in modo uniforme, spesso blu o verde, anche se i jinbei moderni hanno anche delle stampe o trame floreali e colorate. La parte superiore somiglia ad una giacca a maniche corte che cade sui fianchi. Si allaccia sia all'interno che all'esterno. I jinbei tradizionali vengono usati per sostituire lo yukata alle feste estive, tipicamente da uomini e ragazzi ma anche dalle giovani donne. I jinbei da donna tendono ad essere più colorati e spesso figurano stampe con l'iconografia popolare giapponese.
Oggigiorno il jinbei si usa spesso come pigiama. I jinbei moderni sono fabbricati con varie stoffe e anche con motivi stampati a fantasia. Questo modello comprende una giacca più corta, con una taglia elastica.

### Samue

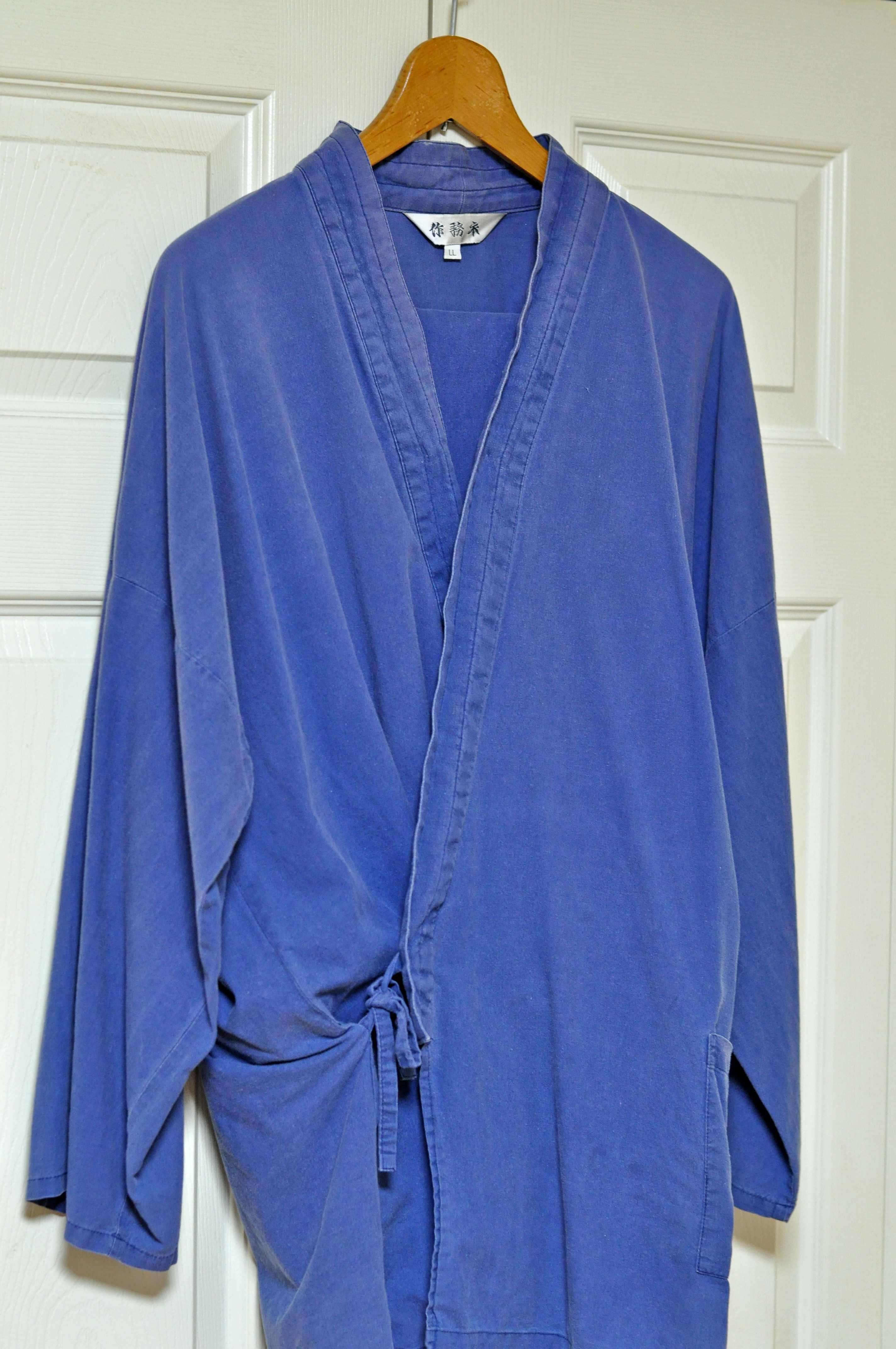
Samue

Il samue (作務衣?) è il tradizionale abito da lavoro dei monaci zen giapponesi.
Realizzato in cotone o in lino, e tradizionalmente tinto di colore marrone o indaco, per distinguerlo da altri capi più formali, i samue sono utilizzati dai monaci per eseguire lavori manuali, come manutenzioni dei templi o lavori in campagna. In anni più recenti, i samue sono diventati popolari come abbigliamento casual o da lavoro. I suonatori di shakuhachi, per via della storica associazione di tale strumento con il buddismo, sono soliti indossare il samue.

### Jūnihitoe

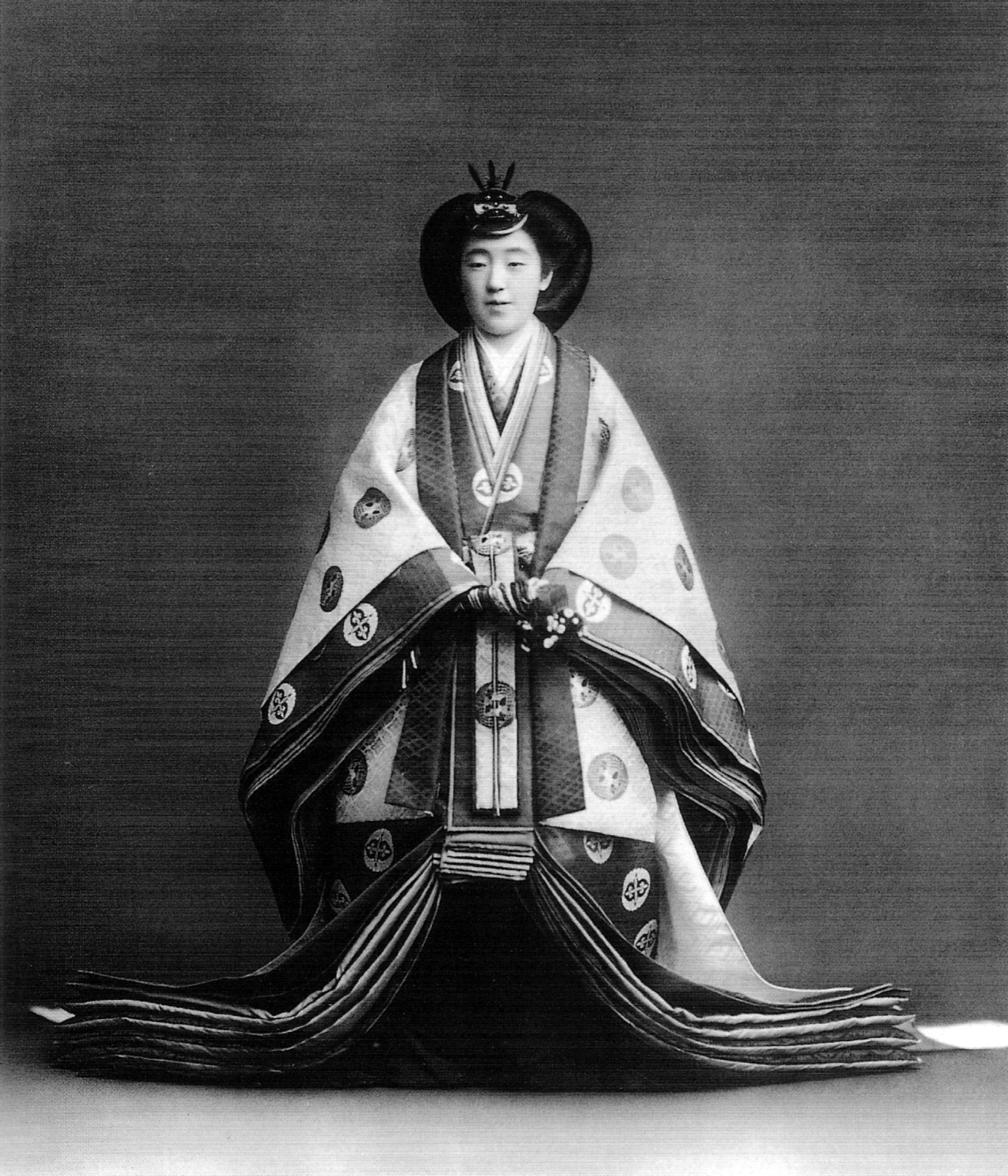
L'imperatrice Kōjun con uno jūnihitoe alla sua incoronazione nel 1926

Il jūnihitoe (十二単?) è una tipologia estremamente elegante e complessa di kimono che veniva indossato soltanto dalle donne di corte in Giappone. È apparso intorno al X secolo, nel periodo Heian. Letteralmente il nome dell'indumento significa veste di dodici strati. Gli strati sono indumenti di seta posti uno sull'altro. Il peso complessivo dell'indumento può arrivare a venti chilogrammi.
Lo strato più interno è fatto di seta bianca ed è seguito da dieci strati di indumenti con vari nomi che vengono poi chiusi da uno strato finale o un cappotto. Gli abbinamenti e i colori degli strati del jūnihitoe sono molto importanti dato che indicano il gusto e il grado della donna. Alcuni colori hanno nomi poetici come "susino in fiore primaverile". L'unico punto in cui sono visibili tutti i vari livelli di indumenti sono le maniche e il collo.
Il movimento in questo indumento è molto limitato dato il peso. Le donne infatti talvolta dormivano nei loro jūnihitoe, usandoli come una sorta di pigiama. I vari strati potevano essere tolti o tenuti, a seconda della stagione e della temperatura. Durante il periodo Muromachi, comunque, il jūnihitoe venne ridotto a cinque strati.
Dalla fine del ventesimo secolo il jūnihitoe può essere visto soltanto nei musei o nei film. La produzione di questo indumento è pressoché cessata. Queste vesti non hanno prezzo, essendo i più costosi in assoluto tra gli abiti tradizionali giapponesi. Soltanto la casa imperiale giapponese li usa ancora in alcune importanti cerimonie. Durante il suo matrimonio la principessa Masako ha indossato un jūnihitoe; così come l'imperatrice Michiko nella cerimonia di ascesa al trono dell'imperatore Akihito nel 1990. Anche le sue dame di compagnia indossarono un jūnihitoe, sebbene in una forma modificata tipica del periodo Edo e non del periodo Heian.
L'equivalente maschile del jūnihitoe è il sokutai (束帯?).

### Kimono

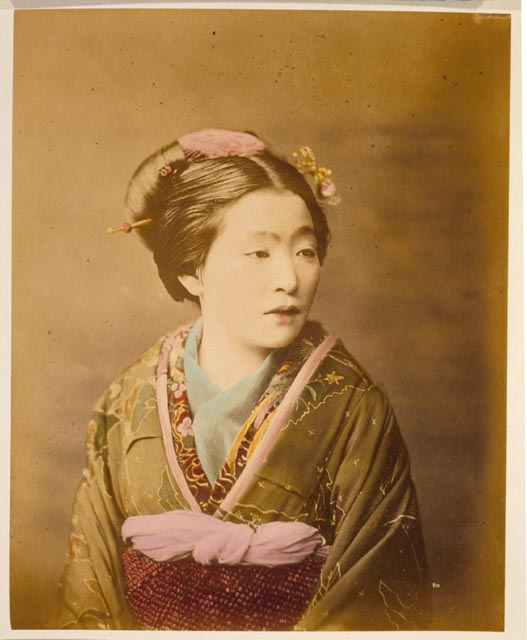
Donna giapponese con kimono, ca. 1870

Il kimono (着物? letteralmente "cosa da indossare" e quindi "abito") è un indumento tradizionale giapponese, nonché il costume nazionale del Paese del Sol levante.
In origine il termine kimono veniva usato per ogni tipo di abito; in seguito è passato a indicare specificamente l'abito lungo portato ancor oggi da persone di entrambi i sessi e di tutte le età. Il kimono è molto simile agli abiti in uso durante la dinastia cinese Tang. Il kimono è una veste a forma di T, dalle linee dritte, che arriva fino alle caviglie, con colletto e maniche lunghe. Le maniche solitamente sono molto ampie all'altezza dei polsi, fino a mezzo metro. Tradizionalmente le donne nubili indossano kimono con maniche estremamente lunghe che arrivano fin quasi a terra, chiamato furisode. La veste è avvolta attorno al corpo, sempre con il lembo sinistro sopra quello destro (tranne che ai funerali dove avviene il contrario) e fissato da un'ampia cintura annodata sul retro chiamata obi.
I kimono per le donne tradizionalmente sono di una sola taglia e per questa ragione vengono infilati e ripiegati in modo da adattarsi alla corporatura di ciascuna persona. Oggigiorno tuttavia sia i kimono per uomini che per donne sono maggiormente disponibili in varie taglie. Per gli uomini dalla corporatura molto grande o molto pesante (ad esempio i lottatori di sumo) occorre un kimono fatto appositamente su misura.
In passato i kimono venivano completamente scuciti, in modo da poter essere lavati in pezzi singoli, dopodiché erano ricuciti insieme. I metodi di lavaggio e le stoffe moderni tuttavia hanno reso questo procedimento in gran parte superfluo. Talvolta per riporlo più facilmente si fissa con dei punti larghi e lenti una cucitura con un'impugnatura intorno al kimono ripiegato. Questo impedisce che si formino pieghe o sgualciture e contemporaneamente tiene uniti i diversi strati del kimono.
Con il tempo si sono affermate molte varianti nei colori, nelle stoffe e negli stili, anche negli accessori come l'obi.

### Hakama

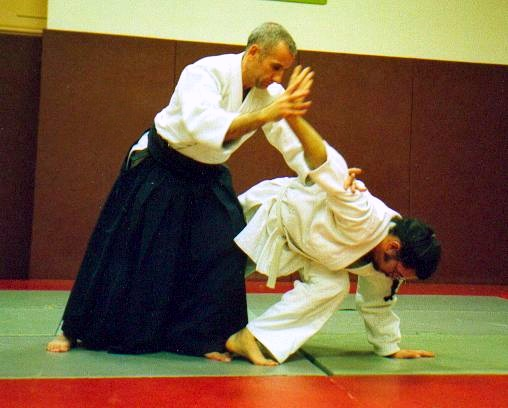
Laikidōka a sinistra nella foto indossa un hakama

L'hakama (袴?) è un indumento tradizionale giapponese che somiglia a una larga gonna-pantalone o una gonna a pieghe. Originariamente era un abbigliamento unisex fin dall'epoca Heian, ed è divenuto molto popolare fra le donne grazie alla sua comodità durante il periodo Meiji e Taishō nella fase di modernizzazione del Giappone. Viene legato alla vita ed è lungo approssimativamente fino alle caviglie.
Ha acquisito la sua forma attuale durante il periodo Edo. Era tradizionalmente indossato dai nobili nel Giappone durante il medioevo e in particolare dai samurai. Fino alla seconda guerra mondiale era perfettamente normale incontrare in pubblico uomini in hakama e haori. In seguito sempre più giapponesi scelsero l'abbigliamento occidentale per tutti i giorni.
Esistono due tipi di hakama: quelli con gambe divise, dette umanori (馬乗り,?, hakama per cavalcare), e quelli non divise gyōtō hakama (行灯袴?). Gli umanori sono divise come le gonne-pantaloni, gli gyōtō hakama sono invece tecnicamente delle gonne vere e proprie. L'hakama ha sette pieghe, di cui cinque davanti e due dietro che rappresentano le virtù considerate essenziali dal samurai. Molti praticanti di arti marziali continuano questa tradizione, ma differenti fonti danno diversi significati a queste pieghe.
Oggigiorno, l'hakama è indossato quasi esclusivamente come abbigliamento formale per le cerimonie e le visite al santuario, nella danza giapponese e da parte di artisti (prevalentemente senza gambe divise), nonché per tradizione in alcune arti marziali discendenti del bujutsu (insieme di antiche pratiche dei samurai) quali il kendō, lo iaidō, il kenjutsu, la naginata, il kyūdō, il daitō ryū, l'aikidō e alcune scuole di jūjutsu.

### Yukata

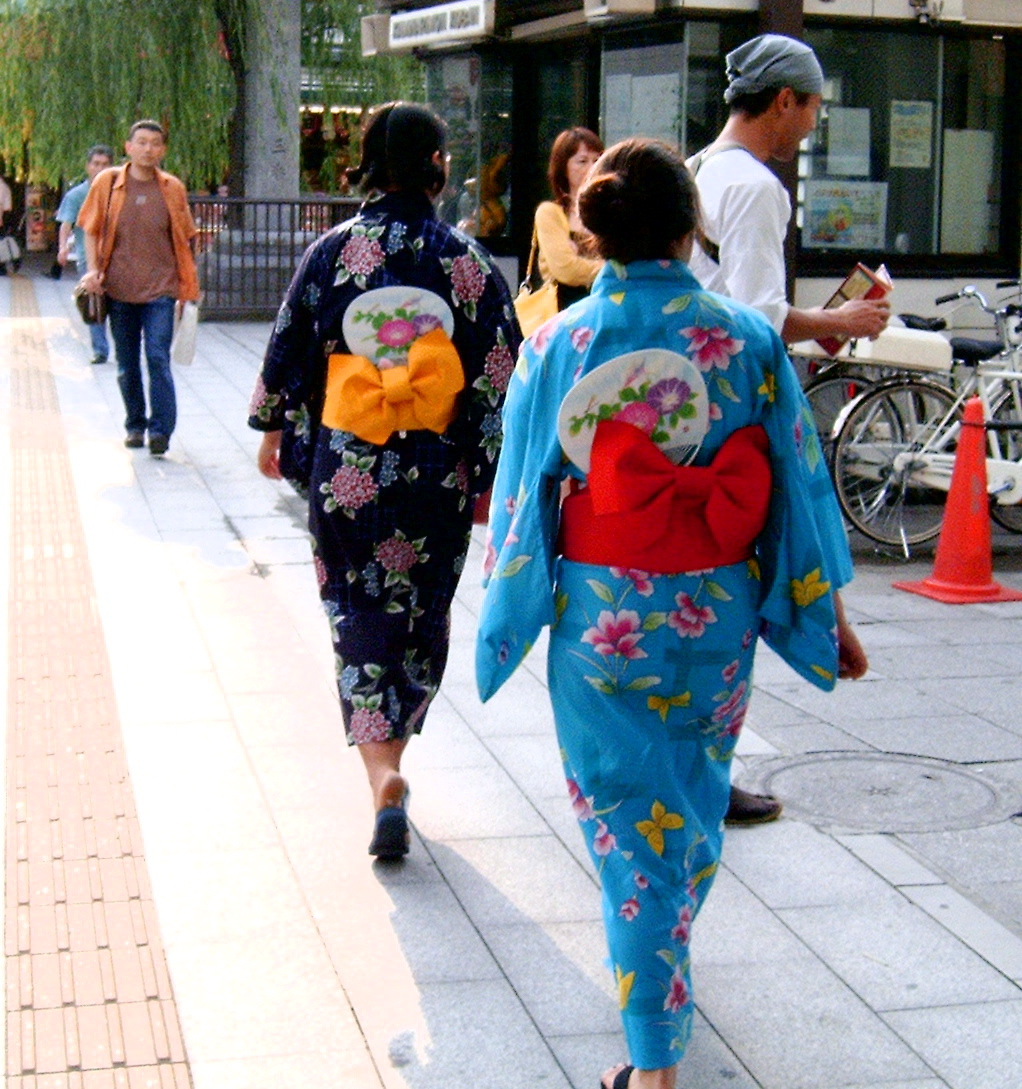
Due donne giapponesi che indossano degli yukata a luglio del 2005, Tokyo

Lo yukata (浴衣?) è un indumento estivo tradizionale giapponese. Viene indossato principalmente durante gli spettacoli pirotecnici, alle feste bon-odori e ad altri eventi estivi. Lo yukata è un tipo molto informale di kimono. C'è poi un altro tipo di yukata, che ha l'utilizzo di una vestaglia e viene indossato dopo il bagno nei ryokan, gli alberghi tradizionali giapponesi. Infatti, la parola yukata significa letteralmente "abito da bagno".
L'indumento risale al periodo Heian (794-1185), quando i nobili indossavano lo yukata dopo il bagno. Durante il periodo Edo (1600-1868), invece, lo yukata veniva portato anche dai guerrieri.

### Obi

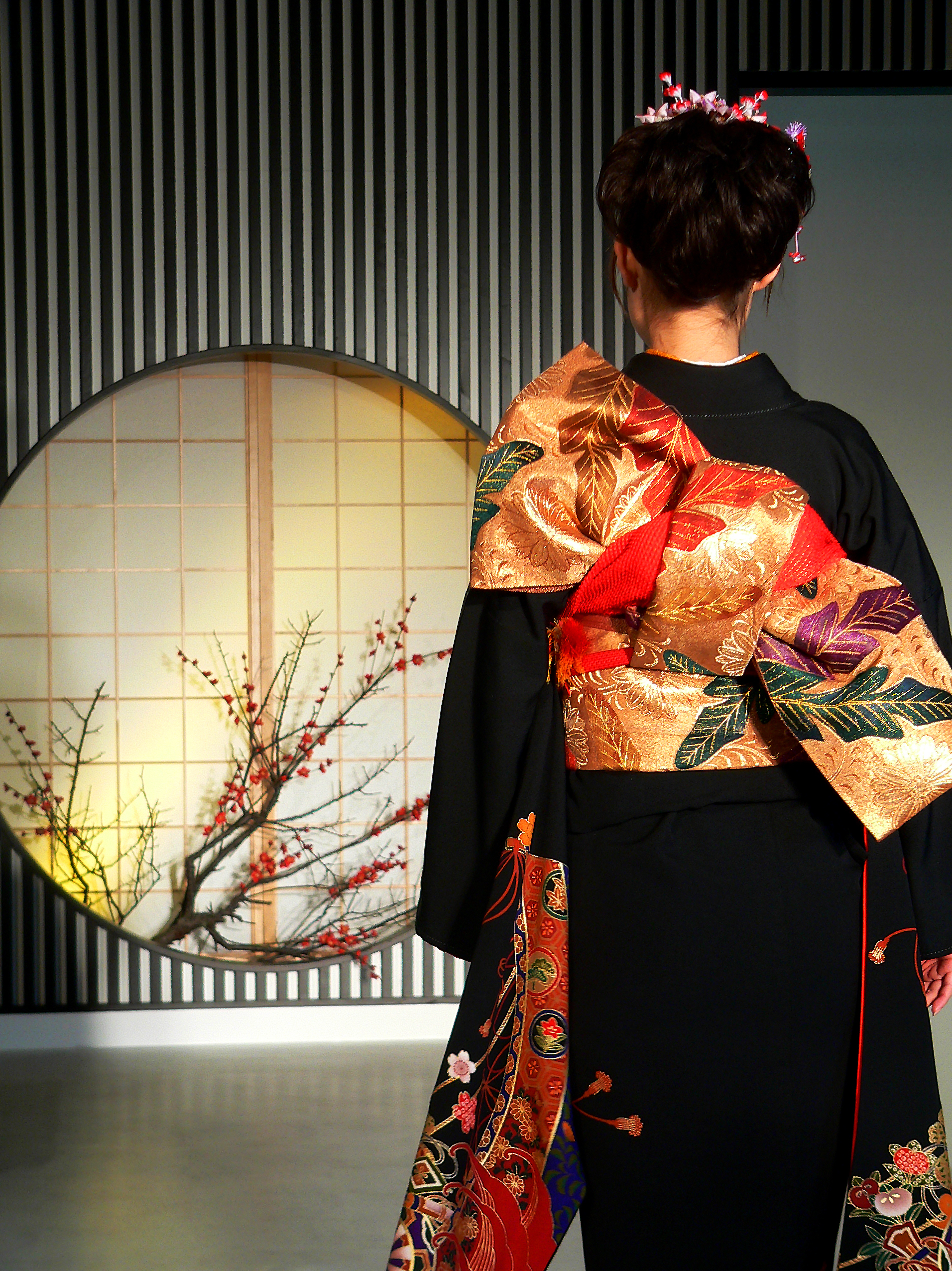
Una ragazza con un kimono e una cintura obi

L'obi (帯? o おび?) è una fusciacca o cintura tipica giapponese indossata principalmente con i kimono e i keikogi sia da uomini che da donne.
Nacque nel periodo Kamakura (1185-1333) grazie all'abbandono da parte della donna degli hakama e dunque all'allungamento del kosode, che rimanendo aperto nella parte anteriore aveva bisogno di una cintura che lo tenesse fermo. L'obi poi si evolse durante il periodo Edo, seguendo il nuovo stile del kimono femminile: con il passare del tempo, date le proporzioni sempre più ampie dell'abito, per mantenere libertà nei movimenti le donne giapponesi fecero scivolare la cintura nella parte posteriore dell'abito, dove si standardizzò nel XX secolo.
Nelle arti marziali giapponesi (budō) l'obi è parte del keikogi (uniforme di allenamento) e serve principalmente per tenere insieme l'uwagi (giacca del vestito) e per sostenere la hakama. Nello iaidō e nel kenjutsu serve anche per portare la spada nel fodero. Inoltre in molte discipline sportive del budō indica il grado di abilità del lottatore.

## Calzature tradizionali

### Tabi

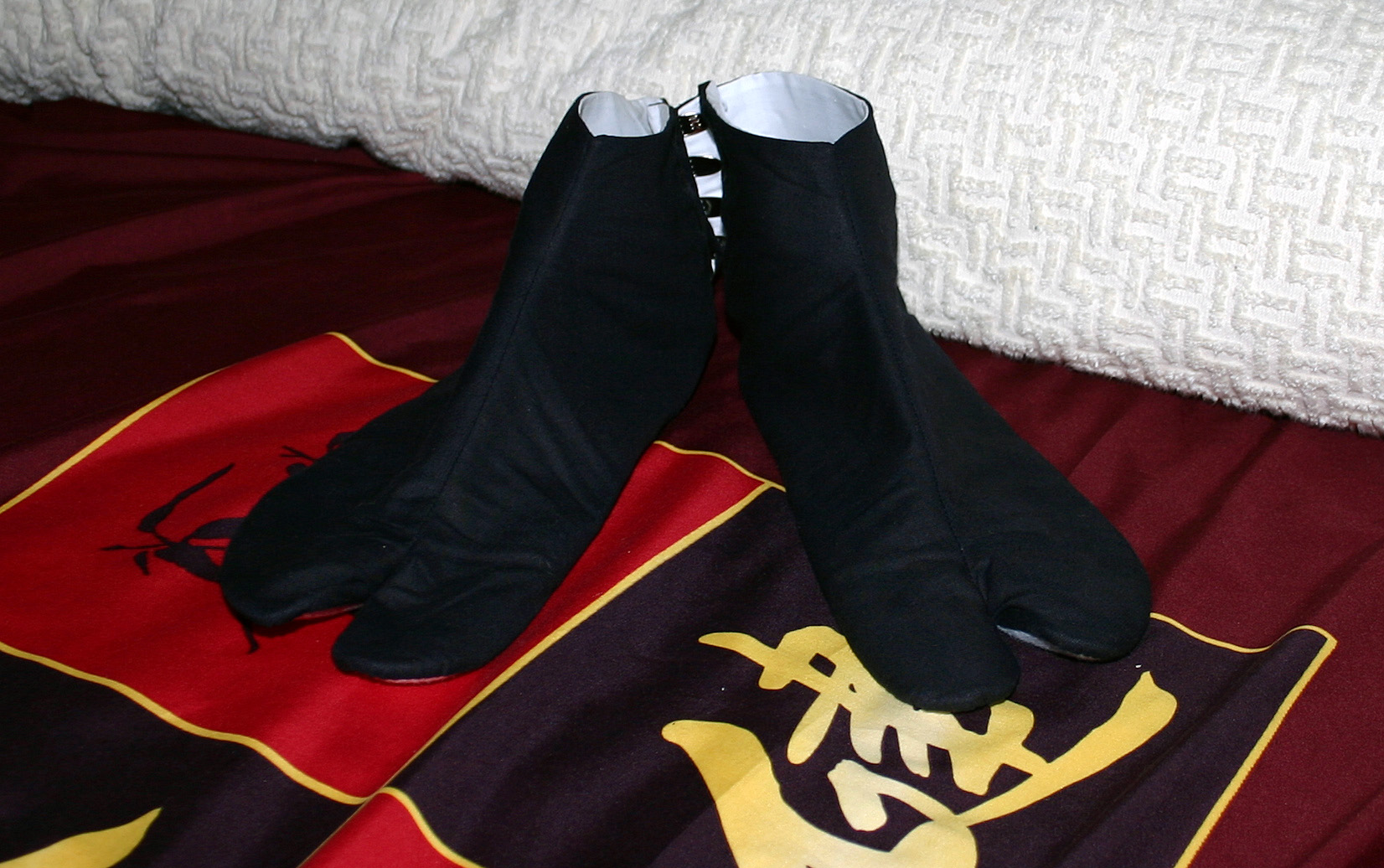
Un paio di tabi neri

I tabi (足袋?) sono dei calzini tradizionali di cotone giapponesi che arrivano all'altezza della caviglia e che separano l'alluce dalle altre dita del piede. Risalgono al XVI secolo ed hanno raggiunto un picco di popolarità durante il periodo Edo (1603 - 1867).
A differenza dei normali calzini, che quando indossati aderiscono perfettamente al piede perché fatti di materiale elastico, i tabi vengono tradizionalmente creati con due lembi di stoffa non elastica; hanno quindi un'apertura sul retro per permettere al piede di scivolare dentro e naturalmente dei bottoni per chiudere l'apertura. Sembra che il nome derivi dal termine tanbi, che significa "un livello di pelle". In antichità erano fatti di cuoio e venivano portati dalle classi più agiate e dai samurai.
I tabi vengono indossati abitualmente, soprattutto nel periodo estivo, sia da uomini che donne con dei sandali zōri, geta o calzature analoghe. Di solito sono bianchi e vengono usati in situazioni formali come le cerimonie del tè e sono inoltre essenziali con i kimono o con costumi tradizionali simili. Talvolta gli uomini indossano dei tabi blu o neri durante i viaggi, mentre i tabi con colori più sgargianti o con delle fantasie stampate vengono indossati principalmente dalle donne.
Esistono anche dei tabi di tipo rinforzato, chiamati jika-tabi (地下足袋?), ossia letteralmente "tabi che hanno contatto con il suolo", spesso anche con la suola rivestita di gomma, che si indossano senza ulteriori sandali o scarpe. Tradizionalmente questo tipo di tabi sono usati ad esempio da operai edili, falegnami, contadini o giardinieri, perché offrono un appoggio migliore degli zōri.

### Zōri

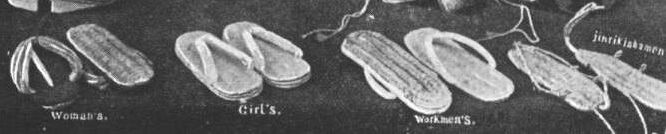
Zōri in paglia del XIX secolo

Gli zōri (草履?) sono dei sandali tradizionali giapponesi. Si tratta di calzature senza tacco, simili all'infradito occidentale, fatte di paglia di riso o altre fibre naturali, stoffa, legno laccato, pelle, gomma o altri materiali sintetici.
Vengono indossati con indumenti tradizionali giapponesi come il formale kimono, mentre in abbinamento con la versione più informale di quest'ultimo, lo yukata, sono preferiti i geta, un altro tipo di sandalo tradizionale giapponese. Gli zōri sono indossati con i tabi, gli appositi calzini (quando presenti, per occasioni più formali). Gli zōri con la suola ricoperta di giunco che somiglia ai materassini tatami non vengono di solito indossati con il kimono, ma sono considerati scarpe da lavoro o vengono abbinate ad un abbigliamento occidentale casual oppure ad altri indumenti tipici giapponesi come ad esempio il jinbei.

### Geta

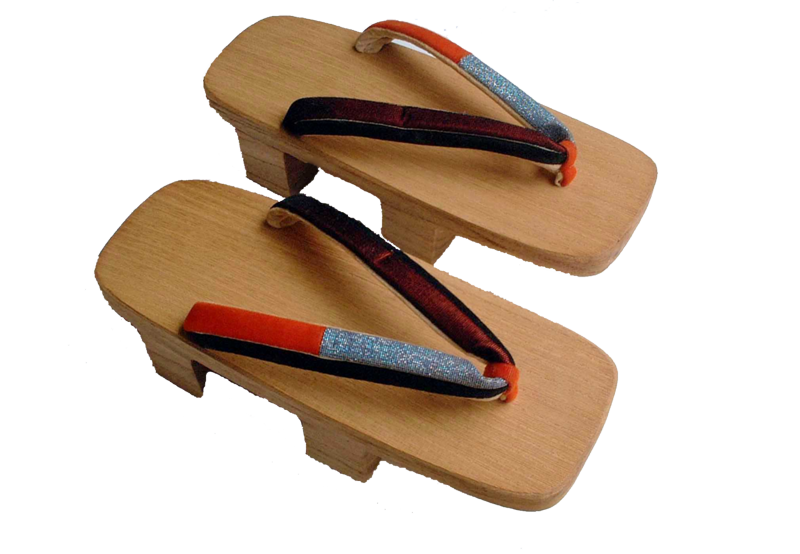
Un paio di geta

I geta (下駄?) sono dei sandali tradizionali giapponesi a metà tra gli zoccoli e le infradito. Sono un tipo di calzatura con una suola in legno rialzata da due tasselli, tenuta sul piede con una stringa che divide l'alluce dalle altre dita del piede. Vengono indossate con gli abiti tradizionali giapponesi, come gli yukata e meno frequentemente con i kimono, ma durante l'estate (in Giappone) vengono portate anche con abiti occidentali.
Grazie alla suola fortemente rialzata, con la neve o la pioggia, vengono preferite ad altri sandali tradizionali come gli zōri, anche perché più adatti all'ideale di pulizia e igiene personale tradizionale della cultura giapponese. Generalmente, i geta vengono portati sia senza calzini che con gli appositi calzini chiamati tabi, già visti sopra.

### Waraji

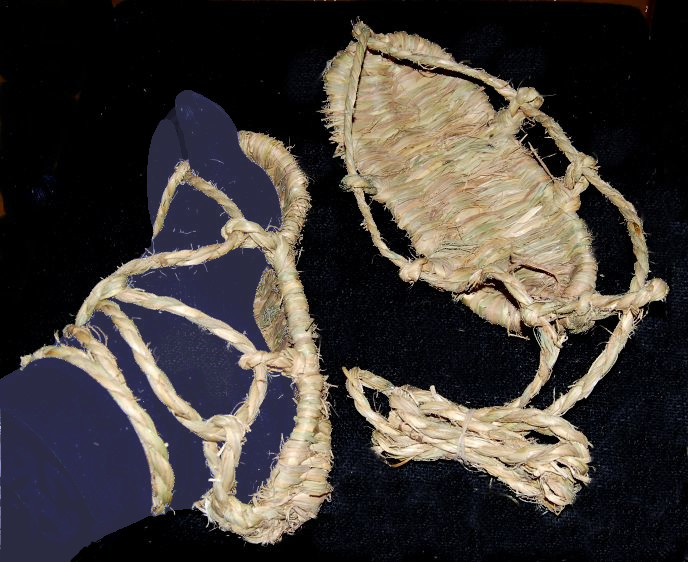
Waraji

I waraji (草鞋?) sono dei sandali tradizionali giapponesi fatti di corda di paglia, che in passato erano la calzatura abituale per le persone comuni in Giappone. Nel corso del periodo gekokujō, che fu caratterizzato dalle guerre dei contadini, divennero popolari anche tra i samurai, nella stessa misura in cui si affermò la battaglia a piedi. Oggigiorno, i waraji vengono portati quasi soltanto dai monaci buddhisti. Vengono indossati anche con gli appositi calzini chiamati tabi.
Tradizionalmente vengono indossati facendo sì che il piede vada oltre il bordo anteriore della scarpa, così da far sporgere le dita per tre-quattro centimetri.
I waraji vengono prodotti con molti materiali diversi, come ad esempio la canapa, steli di myōga (una varietà di zenzero), fibre di palma, cotone, paglia di riso ed altro. È importante che i materiali scelti siano difficilmente deteriorabili nel tempo.
Esistono vari modi di legare le corde che vanno a fermare il piede alla suola, come le tecniche nakachi-nuki, yotsu-chigake e takano-gake. Un monaco buddhista e un contadino ad esempio le allacciano in modi differenti.